# Капнодіальні
Капнодіальні (Capnodiales) — порядок аскомікотових грибів класу Dothideomycetes.

## Характеристика
Капнодіальні ростуть на листях і стеблах рослин. Деякі види є паразитами тварин та людини. Вид Piedraia hortae здатний колонізувати людські волосини. Інші у симбіозі з водоростями утворюють лишайники на скелях, стінах тощо. Види, що ростуть на рослинах, не є паразитами — вони живляться виділеннями попелиць та інших комах. Проте, чорний міцелій на листі зменшує пропускну здатність поверхні, як наслідок знижується фотосинтез.
Окремі плодові тіла грибів кулясті, подушкоподібні або у вигляді щитка. Сумки поодинокі або дуже нечисленні, майже кулясті або широкобулавоподібні, на верхньому кінці з сильно потовщеною оболонкою; сумки в локулах відокремлені один від одного залишками інтераскулярної тканини. Спори з декількома поперечними, а іноді і з поздовжніми перегородками, безбарвні або бурі, нерідко оточені слизовим чохлом.